# Belfast
Belfast (irsko Béal Feirste, kar pomeni 'plitvina rečnega ustja' ) je glavno in največje mesto Severne Irske in drugo največje na irskem otoku.  Ob reki Lagan je leta 2015 živelo 333.871 prebivalcev.
Do zgodnjih 1800-ih je bilo nekdanje mesto veliko pristanišče. Belfast je v 19. stoletju igral ključno vlogo v industrijski revoluciji in postal največji proizvajalec lanenega platna na svetu in dobil vzdevek »Linenopolis«. Od leta 1888 je imel status mesta, zato je bil glavni center irskega platna ter industrije za predelavo tobaka, vrvi in ladjedelništva. Harland & Wolff, ki je zgradil RMS Titanic, HMHS Britannic in RMS Olympic, je bila največja in najuspešnejša ladjedelnica na svetu.  Kasneje je razvijala tudi vesoljsko in raketno industrijo. Zaradi industrializacije in notranjih selitev je  Belfast postal največje mesto na Irskem. Po razdelitvi Irske leta 1922 je postal glavno mesto Severne Irske. Njegov status svetovnega industrijskega središča se je končal v desetletjih po drugi svetovni vojni.
Mesto je ob severnoirskem spopadu (irsko Na Trioblóidí, angleško The Troubles) močno trpelo in je v 1970-ih in 1980-ih letih veljalo kot eno najnevarnejših mest na svetu.  Od 21. stoletja mesto doživlja obdobje miru brez večjega političnega nasilja ter precejšnje gospodarske rasti. Danes ostaja središče industrije, pa tudi umetnosti, visokošolskega izobraževanja, gospodarstva in prava in je gospodarska gonilna sila Severne Irske. Belfast je še vedno glavno pristanišče, v katerem komercialni in industrijski doki prevladujejo na obali Belfastskega zaliva (Belfast Lough), vključno z ladjedelnico Harland & Wolff. Ima letališče Georgea Besta (George Best Belfast City Airport) v mestu in mednarodno letališče (Belfast International Airport) 15 milj zahodno od mesta. Je na seznamu svetovne raziskovalne mreže mest (Globalization and World Cities, GaWC) kot svetovno mesto. 

## Ime
Ime Belfast izhaja iz irskega Béala Feirsdea, ki so ga je pozneje pisali kot Béal Feirste. Beseda béal pomeni 'usta' ali 'rečno ustje', medtem ko je feirsde/feirste genitiv ednine fearsaid , ki se nanaša na plitvino ali plimski prehod čez rečno ustje.  Ime bi tako dobesedno prevedli kot 'plitvina rečnega ustja' ali 'prehod čez rečno ustje'. Ta plitvina je nastala ob sotočju dveh rek v današnjem Donegallskem pristanu (Donegall Quay): reke Lagan, ki teče v Belfastski zaliv, in njenega pritoka Farset. Irsko ime Béal Feirste je tudi ime mestnega naselja v okrožju Mayo, katerega ime je bilo anglicizirano kot Belfarsad. 
Druga razlaga imena je 'ustje [reke] plitvine', to je namig na reko Farset, ki teče v reko Lagan, kjer je plitvina. To razlago podpirata Edmund Hogan in John O'Donovan, vendar se zdi jasno, da je bila reka sama imenovana po plimskem prehodu.
V ulstrsko-škotskem narečju je ime mesta različno prevedeno kot Bilfawst, Bilfaustali Baelfawst, uporablja pa se tudi "Belfast".

## Zgodovina
Čeprav je grofija (borough) Belfast nastala, ko je leta 1888 kraljica Viktorija mestu podelila status mesta , je mesto še vedno prehodno območje med grofijama Antrim in Down.

### Izvor
Območje Belfasta je bilo poseljeno od bronaste dobe. V bližini mesta so Velikanov obroč (Giant's Ring), 5000 let star henge, ostanki iz železne dobe pa so še vedno vidni na okoliških gričih. Belfast je ostal v srednjem veku majhno, malo pomembno naselje. John de Courcy, anglo-normanski vitez, je v 12. stoletju na današnji Grajski ulici (Castle Street) v središču mesta zgradil grad, vendar je bil manjši in ne tako strateško pomemben kot grad Carrickfergus na severu, ki ga je de Courcy zgradil leta 1177. Na tem območju je bil tudi O'Neillov klan (skupina družin irsko-gelskega rodu, ki so imele vidne položaje in naslove na Irskem in drugod).

### Razvoj
Belfast je postal pomembno naselje v 17. stoletju, potem ko ga je sir Arthur Chichester ustanovil kot mesto . Na začetku so ga naselili protestantski angleški in škotski izseljenci med  kolonizacijo Ulstra (Belfast in grofija Antrim nista bila vključena v to, ker sta bila zasebno kolonizirana). Leta 1791 je bilo v Belfastu ustanovljeno Društvo združenih Ircev, potem ko so Henry Joy McCracken in drugi ugledni prezbiterijanci iz mesta povabili Theobalda Wolfa Tona in Thomasa Russella na sestanek, na katerem so prebrali Tonov Argument v imenu katolikov Irske. Dokaze tega obdobja rasti Belfasta še vedno lahko vidimo v najstarejših predelih mesta, znanih kot Entries (vrsta zgodovinskih ozkih prehodov v središču mesta vključno z mnogimi viktorijanskimi in starejšimi pivnicami).
Belfast je v 18. in 19. stoletju cvetel kot trgovsko in industrijsko središče in postal vodilno mesto na Irskem. Uspevali so industrija platna, vrvi, tobaka, strojegradnja in ladjedelništvo. Konec 19. stoletja je Belfast na kratko prehitel Dublin kot največje mesto na Irskem. Ladjedelnica Harland & Wolff je postala ena največjih ladjedelnic na svetu, ki je zaposlovala do 35.000 delavcev. Leta 1886 so bili v mestu nemiri zaradi irske avtonomije, ki je razdelila mesto. 
Leta 1920−22 je Belfast postal glavno mesto nove entitete Severne Irske, saj je bil otok razdeljen. Spremljevalni spopad (irska vojna za neodvisnost) je v Belfastu zahteval do 500 življenj, kar je najbolj krvav sektaški boj v mestu do severnoirskih spopadov v poznih šestdesetih letih.
Med drugo svetovno vojno je bil Belfast močno bombardiran. V enem napadu leta 1941 so nemški bombniki ubili okrog tisoč ljudi, več deset tisoč je postalo brezdomcev. Poleg Londona je bila to največja izguba življenj v nočnem napadu med blitzem. 

### Severnoirski spopadi
Belfast je bil glavno mesto Severne Irske od ustanovitve leta 1921 po Zakonu o vladi Irske iz leta 1920. Bil je prizorišče različnih sektaških spopadov med katoliškim in protestantskim prebivalstvom, republikanci in lojalisti oziroma nacionalisti in unionisti. Zadnji konflikt je povzročil začetek trideset let trajajoče državljanske vojne, imenovane obdobje težav (The Troubles), od leta 1969 do leta 1998. 
Največje težave na Severnem Irskem, zlasti v sedemdesetih letih dvajsetega stoletja, so povzročale paravojaške skupine na obeh straneh. Bombe, atentati in ulično nasilje so bili ozadje življenja v tem času. Začasna irska republikanska armada (IRA) je leta 1972 sprožila 22 bomb v središču Belfasta, kar je znano kot krvavi petek, ubitih je bilo enajst ljudi. Lojalistični paravojaški pripadniki, vključno z ulstrsko prostovoljno silo (UVF) in združenjem za obrambo Ulstra (UDA), so trdili, da so bili uboji namerni. Večina njihovih žrtev je bila katoličanov, ki niso imeli nobenih povezav z IRO. Zlasti razvpita skupina s Shankillske ulice sredi sedemdesetih let dvajsetega stoletja je postala znana kot shankillski mesarji.
V političnem nasilju v mestu je bilo med letoma 1969 in 2001 ubitih več kot 1600 ljudi. 

### 21. stoletje
Središče Belfasta se je v zadnjih precej razširilo in ponovno oživelo, zlasti okrog Viktorijinega trga (Victoria Square).

## Vlada
Belfastu je Jakob VI. in I. leta 1613 dodelil status mestnega okraja, kraljica Viktorija pa leta 1888 uradni mestni status. Od leta 1973 je lokalna mestna uprava pod upravo mesta Belfast. Belfast je zastopan v britanskem parlamentu in na severnoirskem svetu. Za volitve v Evropski parlament je Belfast v volilni enoti Severna Irska.

### Lokalna vlada
Mestni svet v Belfastu je lokalni svet, ki je odgovoren za mesto. Izvoljeni uradniki mesta so župan, namestnik župana in visoki šerif, ki so izvoljeni med 60 svetniki. Prvi župan v Belfastu je bil Daniel Dixon, ki je bil izvoljen leta 1892. [43] Župan za obdobje 2016−17 je bil Alderman Brian Kingston iz stranke Demokratične unija, medtem ko je bila namestnica župana Mary Ellen Campbell iz stranke Sinn Féin, oba sta bila izvoljena junija 2016 za enoletni mandat. Naloge župana so predsedovanje sestankom sveta, sprejemanje uglednih obiskovalcev mesta in zastopanje ter predstavitve mesta na državni in mednarodni ravni.
Parlament Severne Irske je v Belfastu na posestvu Stormont. Belfast je za volitve razdeljen na štiri skupine: Belfast North, Belfast West, Belfast South in Belfast East. Vse štiri se raztezajo prek mestnih meja, tako da vključujejo dele okrožja Castlereagh, Lisburn in Newtownabbey.

### Grb in moto
Mesto Belfast ima latinsko geslo Pro tanto quid retribuamus. To je vzeto iz Vulgate, 12. verz 116. psalma, in dobesedno pomeni koliko bomo odplačali. Stavek je bil preveden iz Biblije drugače, na primer Kaj naj vrnem GOSPODU zaradi vse njegove dobrote do mene? 
Grb mesta je zasnoval John Vinycomb in se razlaga kot Party per fesse argent and azure, in chief a pile vair and on a canton gules a bell argent, in base a ship with sails set argent on waves of the sea proper. Ta heraldični jezik opisuje ščit, ki je razdeljen na dva vodoravna  dela (party per fesse). Vrh (chief ) ščita je srebrn (argent) in ima trikotnik, obrnjen navzdol (a pile), s ponavljajočim modro-belim vzorcem, ki predstavlja krzno (vair). V zgornjem kotu je rdeč kvadrat (a canton gules), na katerem je srebrn zvonec. Zelo verjetno je, da je zvonec tukaj besedna igra v heraldiki, ki predstavlja prvi zlog Belfasta. V spodnjem delu ščita (in base) je  srebrna jadrnica, ki jadra po valovih, obarvanih v dejanskih barvah morja (proper). Podpornik na desni strani je priklenjen volk, medtem ko je na levi konj z ribjim repom, ta je tudi na grebenu nad ščitom. Ta grb sega v leto 1613, ko je Jakob VI. in I. podelil Belfastu status mesta. Grb so trgovci v Belfastu uporabljali v 17. stoletju na svojih znakih in trgovskih kovancih. Veliko vitražno okno v mestni hiši prikazuje grb, morje in ladja se nanašata na pomembno pomorsko zgodovino Belfasta. Volk je lahko poklon mestnemu ustanovitelju siru Arthurju Chichestru in se sklicuje na njegov grb. 

## Geografija
Belfast je na zahodnem koncu Belfastskega zaliva (Belfast Lough) in ob ustju reke Lagan, kar je idealna lokacija za ladjedelniško industrijo, ki je bila nekoč slavna. Ko je bil v Belfastu leta 1912 zgrajen Titanic, sta Harland & Wolff imela največjo ladjedelnico na svetu. Belfast je na vzhodni obali Severne Irske 54°35′49″N 05°55′45″W / 54.59694°N 5.92917°W. Posledica te severne zemljepisne širine je, da ima kratke zimske dni in uživa v dolgih poletnih večerih.
Leta 1994 je družba Laganside Corporation zgradila pregrado čez reko, da je povišala povprečno gladino vode tako, da bi pokrila grde blatne prostore, ki so Belfastu dali ime. Območje okrožja lokalne samouprave Belfast je 109,6 km². 
Reka Farset se imenuje po tem odlagališču mulja (od irskega pomena besede "nanos peska). Prvotno je bila pomembnejša reka, kot je danes. Do sredine 19. stoletja je bilo na njej pristanišče na Glavni ulici (High Street). Bank Street v mestnem središču se nanaša na rečni breg in ulica Bridge Street mostu čez Farset. Farset, ki jo je reka Lagan zamenjala kot pomembnejša reka v mestu, je zdaj nepomembna in skrita pod Glavno ulico. V Belfastu in okoli njega je enajst manjših rek, in sicer: Blackstaff, Colin, Connswater, Cregagh, Derriaghy, Forth, Knock, Legoniel, Milewater, Purdysburn in Ravernet.
Mesto je na severu in severozahodu obkroženo z vrsto hribov, med njimi Mountain Divis, Black Mountain in Cavehill, ki naj bi bili navdih za Guliverjeva potovanja Jonathana Swifta. Ko je Swift živel v koči Lilliput blizu Belfastove Limestone Road, si je zamislil, da je Cavehill podoben spečemu velikanu, ki varuje mesto . Oblika velikanovega nosu, lokalno znana  kot Napoleonov nos, se uradno imenuje McArtova trdnjava, verjetno po Artu O'Neillu, voditelju iz 17. stoletja, ki je takrat obvladoval to območje. Castlereagh Hills je na jugovzhodu mesta.

### Podnebje
Kot preostala Irska ima Belfast zmerno ali oceansko podnebje z majhnim razponom temperature in padavin vse leto. Podnebje je precej blažje kot ponekod drugod na svetu na podobni zemljepisni širini zaradi vpliva Zalivskega toka. Na območju Belfasta je pet vremenskih opazovalnih postaj (stanje 2018). Najvišja temperatura, 30,8 °C, ki so jo zaznale uradne vremenske postaje na območju Belfasta, je bila 12. julija 1983 na Shaws Bridgeu .
Mesto ima v povprečnem letu 157 dni s padavinami (več od 1 mm), povprečna letna količina padavin je 846 milimetrov. Sneži manj kot 10 dni na leto. Absolutna najvišja temperatura na vremenski postaji pri Stormontu je 29,7 °C, določena julija 1983. V povprečju ima najtoplejši dan 25,0 °C ali več in se pojavi približno enkrat vsaki dve ali tri leta. Absolutna najnižja temperatura v Stormontu je bila −9,9 °C januarja 1982, v povprečnem letu najhladnejša noč ni pod −4,5 °C. Najnižja temperatura v zadnjih letih je bila −8,8 °C 22. decembra 2010.

### Območja in okrožja
Belfast se je v 19. stoletju zelo hitro razširil iz tržnega v industrijsko mesto. Zaradi tega je manj vasi in mest, ki so se razširila ena v drugo kot druga primerljiva mesta (Manchester ali Birmingham). Mesto se je razširilo do naravne pregrade hribov, ki ga obdajajo. Posledično so glavne ceste, ob katerih je potekala ta širitev (kot sta Falls Road ali Newtownards Road), pomembnejše pri opredeljevanju mestnih četrti. Belfast ostaja ločen z zidovi, splošno znanimi kot »mirovne črte«, ki jih je po avgustu 1969 postavila britanska vojska in še vedno delijo 14 okrožij v središču mesta. Junija 2007 je bil napovedan program v višini 16 milijonov funtov, ki naj bi v mestnem središču preoblikoval in obnovil ulice in javne prostore. Leta 2008 je bila predlagana odstranitev zidov.
Središče mesta je razdeljeno na dve poštni okrožji, severno in južno od mestne hiše. Industrijska posestva in pristanišča so tretje okrožje. Preostali del mesta je razdeljen še v nadaljnjih 14 okrožij.
Mestni svet je od leta 2001 razvil številne kulturne četrti, kar je posledica razvoja turizma. Stolnična četrt se imenuje po stolnici svete Ane (Irska cerkev) in je ključna kulturna točka v mestu. V njej je letni festival vizualnih in uprizoritvenih umetnosti.
Trg Custom House Square je eden glavnih mestnih prizorišč na prostem za brezplačne koncerte in ulično zabavo. Irsko govoreče območje je četrt okrog Falls Roada v zahodnem Belfastu, ki spodbuja uporabo irskega jezika. Kraljičino okrožje (Queen's Quarter) v južnem Belfastu se imenuje po Kraljičini univerzi (Queen's University). Območje ima veliko študentov, vsako jesen je tu letni mednarodni umetniški festival. Tu je sedež botaničnih vrtov in Ulstrskega muzeja, ki je bil ponovno odprt leta 2009. Zlata milja je ime za miljo med mestno hišo in Kraljičino univerzo. Na ulicah Dublin Road, Great Victoria Street, Shaftesbury Square in Bradbury Place so nekateri najboljši bari in restavracije. Od Belfastskega sporazuma ali Velikopetkovega sporazuma leta 1998 se je bližnja cesta Lisburn Road razvila v najbolj ekskluzivno nakupovalno ulico. Četrt Titanik pokriva 0,75 km² predelanih zemljišč, ki mejijo na pristanišče Belfast, prej znano kot Queen's Island. Projekt, imenovan po Titaniku, ki je bil tukaj zgrajen leta 1912, obljublja pretvorbo nekdanjega ladjedelniškega zemljišča v »eno največjih razvojnih poti v Evropi«. Načrti vsebujejo apartmaje, rekreacijske površine in večji muzej o Titaniku.

## Demografija
Po popisu leta 2001 je bilo v mestu 276.459 prebivalcev, metropolitansko območje pa jih je imelo 579.554. Bilo je 15. največje mesto v Združenem kraljestvu in 11. največje somestje.
Belfast je v prvi polovici 20. stoletja doživel veliko rast prebivalstva. Ta dvig se je upočasnil in dosegel vrhunec okoli začetka severnoirskih spopadov ob popisu leta 1971 s skoraj 600.000 prebivalci . Od takrat se je število dramatično zmanjšalo, ker so se ljudje preselili v Veliki Belfast (Greater Belfast).
Po popisu 2001 je bilo 81.650 ljudi iz katoliških okolij in 79.650 ljudi iz protestantskih okolij.
Kljub obdobju sorazmernega miru večina območij in okrožja Belfasta še vedno kaže ločeno naravo Severne Irske kot celote. Številna območja so še vedno ločena po etničnih, političnih in verskih mejah, zlasti v soseščini delavcev.
Ta območja, katoliški/republikanci na eni strani in protestantski/lojalisti na drugi strani, so vedno označena z zastavami, grafiti in slikami. Ločevanje je bilo očitno v celotni zgodovini Belfasta, vendar je bilo z vsakim izbruhom nasilja v mestu ohranjeno in povečano. Stopnjevanje ločevanja, opisano kot učinek zobatega kolesa, se ni zelo zmanjšalo. 
Najvišja stopnja ločevanja v mestu je v zahodnem Belfastu na številnih območjih z 90 % katolikov, pa tudi v pretežno protestantskem vzhodnem Belfastu. Vmesna območja so včasih označena z mirovnimi črtami. Nasilje navadno izbruhne na vmesnih območjih.
Od leta 1930 so v Belfastu tudi etnične manjšine . Največ je Poljakov, Kitajcev in Indijcev. 
Širitev Evropske unije je spodbudilo priseljevanje vzhodnoevropskih priseljencev. Podatki popisa (2011) so pokazali, da ima Belfast skupno 10.219 ali 3,3 % nebelih prebivalcev, 18.420 ali 6,6 % prebivalstva je rojena zunaj Združenega kraljestva in Irske. Skoraj polovica rojenih zunaj Združenega kraljestva in Irske živi v južnem Belfastu. Večina 5000 muslimanov in 200 hindujskih družin, ki živijo na Severnem Irskem, živi na območju Velikega Belfasta.
- Območje mestnega sveta Belfasta –popis 2011
- Gostota prebivalstva
- Odstotki katolikov ali vzgojeni katoliki
- Najpogosteje navedena narodna identiteta
- Odstotek, rojen zunaj Združenega kraljestva in Irske

## Gospodarstvo
Prekinitev IRE leta 1994 in podpis Befaltskega sporazuma leta 1998 sta vlagateljem povečala zaupanje v naložbe v Belfast. Začelo se je obdobje trajne gospodarske rasti in obsežne prenove mestnega središča. Razvoj vključuje Viktorijin trg, Stolnično četrt in Laganside s kompleksom Odyssey in znamenito Waterfront Hall.
Obnovljena je bila četrt Titanik in zgrajen Obel Tower, ki je najsodobnejši stolp na otoku. Danes je Belfast izobraževalno in trgovsko središče Severne Irske. Februarja 2006 je bila stopnja brezposelnosti v Belfastu 4,2 % in je bila nižja kot v Severni Irski in od povprečja v Združenem kraljestvu 5,5 %. V zadnjih desetih letih se je povečala tudi zaposlenost.
Severnoirski mirovni proces je povzročil naraščajoče cene nepremičnin v mestu. Mir je povečal število turistov, ki prihajajo v Belfast. Dve letališči v mestu sta pripomogli, da je mesto eno  najbolj obiskanih točk ob koncu tedna v Evropi.
Belfast je bil v zadnjem desetletju najhitreje rastoče gospodarstvo med tridesetimi največjimi mesti v Združenem kraljestvu.

### Industrijski razvoj
Ko je prebivalstvo Belfasta v 17. stoletju začelo rasti, je njegovo gospodarstvo temeljilo na trgovini. Zagotovljen trg za okoliške pokrajine in naraven dostop v Belfastski zaliv sta mestu dala pristanišče. Sredi 17. stoletja je Belfast izvažal goveje meso, maslo, kože, loj in koruzo ter uvažal premog, tkanine, vino, žganje, papir, les in tobak.
V tem obdobju se je v Severni Irski razcvetela izdelava platna in do sredine 18. stoletja je bila iz Belfasta odposlana ena petina vsega platna, izvoženega iz Irske. Sedanje mesto pa je posledica industrijske revolucije. Šele ko je industrija preoblikovala tekstil in ladjedelništvo, sta se gospodarstvo in prebivalstvo razvijali. Do preloma 19. stoletja se je Belfast preoblikoval v največje središče za izdelavo platna na svetu in si zaslužil vzdevek Linenopolis.
Pristanišče Belfast je bilo izkopano leta 1845, da bi zagotovilo globlje priveze za večje ladje. Donegallski pristan je bil zgrajen v reki, da se je pristanišče še naprej razvijalo in je trgovina rasla. Ladjedelnica Harland & Wolff je bila ustanovljena leta 1861, do leta 1912 pa je postala največja ladjedelnica na svetu.
Short Brothers plc je britanska letalska družba s sedežem v Belfastu. Bila je prva družba za izdelavo letal na svetu. Podjetje se je začelo povezovati z Belfastom leta 1936 s podjetjem Short & Harland Ltd, ki je v skupni lasti Shorts in Harland in Wolff. Zdaj je kot Shorts Bombardier mednarodni izdelovalec letal.
Vzpon množičnih in bombažnih oblačil po prvi svetovni vojni je bil eden od dejavnikov, ki so povzročili upad mednarodne trgovine v Belfastu. Kot mnoga britanska mesta, odvisna od tradicionalne težke industrije, je Belfast resno nazadoval od šestdesetih let 20. stoletja naprej, se močno poslabšal v 1970-ih in 1980-ih. Propadlo je več kot 100.000 delovnih mest. Že nekaj desetletij je nestabilno gospodarstvo na Severnem Irskem zahtevalo precejšnjo javno podporo britanske državne blagajne do 4 milijarde funtov letno.

### Turizem
Belfast je eno najbolj obiskanih mest v Združenem kraljestvu in drugo najbolj obiskano na otoku. Leta 2008 ga je obiskalo 7,1 milijona turistov. [205].
Mestni svet v Belfastu vlaga v popolno prenovo četrti Titanik, ki naj bi jo sestavljali apartmaji, hoteli in rečni zabaviščni prostor. Glavna zanimivost za obiskovalce je Titanic Belfast, spomenik pomorske dediščine Belfasta, kjer je bila nekdanja ladjedelnica Harland & Wolff, ki je bila odprta 31. marca 2012. Križajo se tekoče stopnice in viseče steze ima devet visokotehnoloških galerij. Upajo tudi, da bodo vložili v nov sodoben prometni sistem (vključno z železniškimi in železniškimi vozili ter drugimi) za Belfast s stroški 250 milijonov GBP.
Turistični informacijski center je na Severnem Donegallskem trgu.

## Znamenitosti

### Arhitektura
Arhitekturni slog zgradb v Belfastu sega od edvardijanske, kot je mestna hiša, do sodobne, kot je Waterfront Hall. Več mestnih viktorijanskih znamenitosti, vključno z glavno stavbo Lanyon na Queen's University Belfast in knjižnico Linenhall, je zasnoval sir Charles Lanyon. Njegov projekt je tudi grad v Belfastu.
Mestna hiša je bila zgrajena leta 1906 in kaže status mesta Belfast, ki ga mu je podelila kraljica Viktorija leta 1888. Edvardijanski arhitekturni slog mestne hiše v Belfastu je vplival na Viktorijin spomenik v Kalkuti v Indiji in mestno hišo v Durbanu v Južni Afriki. Kupola je visoka 53 m in figura nad vrati »Hibernija opogumlja in spodbuja trgovino in umetnost mesta«. 
Med največjimi stavbami sta dve nekdanji banki: Ulstrska banka na Warinški ulici (zgrajena leta 1860) in Severna banka v bližini Donegallske ulice (zgrajena leta 1769). Kraljevo sodišče na Chichestrski ulici je sedež Severnoirskega vrhovnega sodišča. Veliko najstarejših stavb v Belfastu je na območju stolnice. Windsorska hiša, visoka 80 m, ima 23 nadstropij in je druga najvišja stavba na Irskem. Obel Tower še ni končan.
Okrašen bar Crown Liquor Saloon, ki ga je oblikoval Joseph Anderson leta 1876 na ulici Velike Viktorije (Great Victoria Street), je eden od samo dveh lokalov v Združenem kraljestvu, ki sta v lasti državnega sklada (drugi je George Inn, Southwark v Londonu). Postal je mednarodno znan kot ozadje za klasični film Odd Man Out, v katerem igra James Mason.
Ladjedelnica Harland & Wolff ima dva največja suha doka v Evropi, iz katerih se velikanska žerjava Samson in Goljat dvigata nad Belfast. Poleg dvorane Waterfront in Odisejeve arene (Arena Odyssey), ima Belfast še več prizorišč za uprizoritvene umetnosti. Arhitektura Velike operne hiše je v orientalskem slogu in je bila zgrajena leta 1895. Bila je večkrat bombardirana, zdaj pa je obnovljena v svoji nekdanji podobi. Gledališče Lyric, ki je bilo po obnovi ponovno odprto 1. maja 2011, je edino gledališče v državi, ki je posnelo film, ko je filmski zvezdnik Liam Neeson začel svojo kariero. Ulstrska dvorana (1859−1862) je bila prvotno namenjena velikim plesom, zdaj pa se uporablja predvsem kot koncertno in športno prizorišče.

### Parki in vrtovi
V ustju reke Lagan, v katerem je globoko in zaščiteno jezero (irsko lough), se zaradi gora, ki obdajajo mesto, ustvarja mikroklima, ki je primerna za vrtnarstvo. Od viktorijanskih botaničnih vrtov v središču mesta do državnega parka Cave Hill, velikega razkošnega regijskega parka Lagan Valley do Colina Glena, ima Belfast obilje parkov.
Parki in vrtovi so sestavni del dediščine, v njih živijo številne lokalne divje živali, so primerni za piknike, sprehode ali rekreacijo. Tu se odvijajo številni dogodki, vključno festivali, kot je teden vrtnic, in posebne dejavnosti, kot je večerno opazovanje ptic in lov na velike zveri.
Belfast ima več kot 40 javnih parkov. Belfastski gozd upravljajo vlada in lokalne skupine, partnerstvo je bilo ustanovljeno leta 1992 za upravljanje in varovanje mestnih parkov in odprtih prostorov. Od leta 1993 so naročili več kot 30 javnih skulptur. Klub prirodoslovcev (Belfast Naturalists' Field Club) je bil ustanovljen leta 1863, upravljajo ga muzeji in galerije Severne Irske.
S povprečno 670.000 obiskovalci na leto med letoma 2007 in 2011 je botanični vrt eden od najbolj priljubljenih parkov v Kraljičini četrti. Hiša palm, rastlinjak v botaničnem vrtu, ki je bila zgrajena leta 1830 po zasnovi sira Charlesa Lanyona, je med najzgodnejšimi okroglimi in kovinskimi steklenimi stavbami. Druge zanimivosti v parku so Tropska soteska, vlažna džungla, zgrajena leta 1889, rozarij in javne prireditve, od živih opernih oddaj do pop koncertov. U2 je igral tukaj leta 1997. Park sira Thomasa in lady Dixon, južno od mestnega središča, vsako leto pritegne tisoče obiskovalcev na mednarodni vrt rož. Vsako leto julija zacveti več kot 20.000 vrtnic. Območje je veliko 0,52 km² travnikov, gozdov in vrtov, ima spominski vrt princese Diane, japonski vrt, obzidan vrt in vodnjak z zlato krono, ki je bil leta 2002 naročen za kraljičin zlati jubilej.
Leta 2008 je bil Belfast finalist v skupini velikih mest na tekmovanju Kraljevskega hortikulturnega britanskega društva (RHS Britain in Bloom) skupaj z londonskima okrožjema Croydon in Sheffield (London Borough of Croydon in Sheffield).
Živalski vrt je v lasti mestnega sveta Belfasta. Svet vsako leto porabi 1,5 milijona dolarjev za vodenje in predstavljanje živalskega vrta, ki je eden redkih živalskih vrtov v Združenem kraljestvu in na Irskem. Živalski vrt je ena glavnih znamenitosti v Severni Irski, ki ga vsako leto obišče več kot 295.000 obiskovalcev. Večina živali je ogrožena v svojem naravnem okolju. V živalskem vrtu živi več kot 1200 živali, od tega 140 vrst, vključno z azijskim slonom, berberskim levom (Panthera leo leo), malajskim sončnim medvedom (eden redkih v Združenem kraljestvu), dvema vrstama pingvinov, družino gorskih goril (Gorilla gorilla gorilla), tropom navadnih šimpanzov, parom rdečih pand, parom drevesnih kengurujev (Dendrolagus goodfellowi) in langurjev (Trachypithecus francoisi). Živalski vrt opravlja tudi pomembna ohranitvena dela in sodeluje pri evropskih in mednarodnih rejskih programih, ki pomagajo zagotoviti preživetje številnih ogroženih vrst. 

## Pobratena mesta
Belfast je pobraten z mesti:
- Nashville, Tennessee, ZDA (od 1994)[27]
- Hefei, Anhui Province, Kitajska (od 2005)
- Boston, Massachusetts, ZDA (od 2014)
- Shenyang, Liaoning Province, Kitajska (od 2016)[28]